# Рикар, Жан-Пьер
Жан-Пьер Рикар (фр. Jean-Pierre Ricard; род. 25 сентября 1944 года, Марсель, Франция) — французский кардинал. Титулярный епископ Пулькериополи и вспомогательный епископ Гренобля с 17 апреля 1993 по 4 июля 1996. Коадъютор Монпелье с 4 июля по 6 сентября 1996. Епископ Монпелье с 6 сентября 1996 по 21 декабря 2001. Архиепископ Бордо с 21 декабря 2001 по 1 октября 2019. Председатель епископской конференции Франции с 6 ноября 2001 по 6 ноября 2007. Кардинал-священник с титулом церкви Сант-Агостино с 24 марта 2006.

## Ранняя жизнь и образование
Родился Жан-Пьер Рикар 25 сентября 1944 года, в Марселе, и был сыном Жоржа и Жанен Рикар. Получил образование в лицее Святого Шарля и Перье, в Марселе, и Тьере (бакалавр искусств). Поступил в большую семинарию Марселя и там изучал философию с 1962 года по 1964 год. Провёл один год в национальной службе Сотрудничества в Бамако, Мали. Также обучался в семинарии «des Carmes», в Париже и Католическом институте Парижа (степень в богословии и хабилитация для докторантуры).

## Священник
Рикар был рукоположён в священника 5 октября 1968 года в Марселе, в церкви Сен-Мартен-де-Гемено, Жоржем Жако, архиепископом Марселя. Пастырская работа в митрополии Марселя в 1968—1993 годах. Служил викарием прихода Сен-Эмили-де-Виалоар в 1970—1978 годах и отвечал за религиозное обучение и формирование священников и мирян. Был ответственным руководителем Центра религиозной культуры «Мистрал» в 1975—1981 годах и епархиальным делегатом к семинаристам в 1975—1985 годах. Служил пастырем прихода Святой Маргариты в 1981—1988 годах, затем делегатом-адъюнктом по экуменизму и епископским викарием зоны южного Марселя в 1984—1988 годах. С 1986 года по 1993 год — региональный богослов по приходским делам, служил генеральным секретарём епархиального синода Марселя в 1988—1991 годах и генеральным викарием кардинала Робера Коффи, архиепископа Марселя в 1988—1993 годах.

## Епископ
17 апреля 1993 года Рикар был назван титулярным епископом Пулькериополи и назначен вспомогательным епископом Гренобля. Хиротонисан во епископа 6 июня 1993 года в соборе Сен-Мари-Мажюр, в Марселе, кардиналом Робером Коффи, архиепископом Марселя, которому помогали Луи-Жан Дюфо — епископ Гренобля и Жак-Луи-Мари-Жозеф Фиэй — епископ Кутанса и Авранша. Епископ-коадъютор Монпелье с 4 июля 1996 года. Наследовал епархию Монпелье 6 сентября 1996 года.
Рикар назначен вице-председателем епископской конференции Франции 9 ноября 1999 года. Избран председателем епископской конференции Франции, 6 ноября 2001 года и занимал этот пост до 6 ноября 2007 года. С 21 декабря 2001 года — архиепископ Бордо и База.

## Кардинал
На консистории от 24 марта 2006 года был возведён в кардинала-священника с титулом церкви Сант-Агостино папой римской Бенедиктом XVI. Назначен в Папскую Комиссию Ecclesia Dei — комиссии чей ответственности адресуется проблема Священнического братства Святого Пия X, в апреле 2006 года.
6 октября 2006 года, в Санкт-Петербурге, Россия, избран одним из двух вице-председателей Совета епископских конференций Европы, на quienquennium (шестилетний срок).
Как и все кардиналы, кардинал Рикар является членом различных ведомств Римской курии, а также принимает участие в их пленарных заседаниях, которые в принципе проводятся каждый год. Назначения эти происходят на пять лет и являются возобновляемыми. 17 января 2009 года Рикар был назначен членом Папского совета по культуре Папой Бенедиктом XVI. 21 января 2010 года он был назначен членом Папского Совета по содействию христианскому единству, а 6 июля 2010 года, Конгрегации богослужения и дисциплины таинств.
26 сентября 2024 года кардиналу Рикару исполнилось 80 лет и он потерял право на участие в конклавах.

## Взгляды
Рикар выступил против использования эмбрионов человека для научных исследований, сказав, что это серьезные этические нарушения.
Кардинал Рикар поддерживает усилия по установлению мира в регионе Дарфур в Судане.
Он выступает с критикой попыток легализации эвтаназии во Франции.
Рикар в интервью газете «La Croix», что Папа хочет примирить всех католиков, позволяя более широкое использование традиционной латинской мессы, и не подорвать достижений II Ватиканского Собора.